# Makedonien (region i Grekland)
För andra betydelser, se Makedonien (olika betydelser).
Makedonien (grekiska: Μακεδονία, Makedonía) är ett historiskt landskap i norra Grekland, som täcker en yta på 34 177 kvadratkilometer (25,9 procent av Grekland). Landskapet består av de administrativa regionerna Västra Makedonien, Mellersta Makedonien samt Östra Makedonien och Thrakien. Berget Athos är en autonom klosterrepublik.

## Etymologi
Enligt grekisk mytologi var Makedon namnet på stamhövdingen för makedonierna, en del av den förhellenistiska stammen makednoi, som bebodde västra, södra och centrala Makedonien. Namnet Makedon kommer av Makednos, som härleds från grekiskans makos ("längd") och don eller de("jord"), såsom i namnet Demetra som härleds från grekiska metera ("moder") och de ("jord"). Makedonierna levde högt över havet på grund av att havet drog in på land under Deukaleona-tiden. Homeros använder exempelvis termen makednis för att hänvisa till löven på höga popplar.

## Historia
Makedoniens landområde var under olika tider mycket olika. Gränsen i öster utgjordes nämligen i äldre tid av floden Axios, men framflyttades genom landvinningar från Thrakien redan tidigt till floden Strymon och under Filip II av Makedonien ända till floden Nestos. Även det i norr tillstötande Paionien och den på södra sidan emellan thermaiska och strymonska havsviken utskjutande stora halvön Chalkidike jämte delar av Illyrien införlivades av Filip II med det makedonska riket.
Statsförfattningen synes av ålder ha varit en genom en mäktig adel inskränkt monarki och jämförs av Aristoteles med den spartanska. Sagorna omtalar även här en invandring av heraklider.
Som grundläggare av det makedonska riket namnges hos Herodotos Perdikkas I (omkring 700 f.Kr.). Landets hela äldre historia är emellertid insvept i dunkel. Makedoniens dokumenterade historia börjar med uppkomsten av det antika kungariket Makedon, i det som idag är det grekiska Makedonien. Runt 500 f.Kr. lydde det makedonska kungariket under det persiska riket, men spelade ingen viktig roll i krigen mellan perser och greker. Dess självständighet hotades ständigt starkt av perserna, och konung Alexander I av Makedonien (död 450 f.Kr.) såg sig tvungen att som persisk vasall deltaga i Xerxes I härnadståg mot Grekland (480 f.Kr.).
Alexander I var den första makedonske kungen som hade betydande inflytande i antikens politik, genom att förespråka införande av attiskt språk (en dialekt av klassisk grekiska) och kultur. Det hellenistiska inflytandet på Makedonien ökade under detta århundrade och Makedonien deltog från och med nu i de Olympiska spelen där endast greker fick delta. Efter slaget vid Plataiai (479 f.Kr.) och den persiska härens därpå följande avtåg återvann Makedonien sin självständighet. I Greklands angelägenheter invecklades Makedonien åter under Perdikkas II (454-413 f.Kr.), vilken under Peloponnesiska kriget skiftevis understödde Aten och Sparta. Dennes son Archelaos I av Makedonien var en despotisk, men kraftfull och upplyst regent, vilken inte bara strävade efter att höja landets materiella välstånd och förbättra dess krigsmakt, utan även gynnade konster och vetenskaper och införde grekisk bildning. Efter hans död (399 f.Kr.) följde en lång tid av inre förvirring och blodiga tronstrider, vilka efter hand fick en ända då Filip II av Makedonien (359-336 f.Kr.) som förmyndare för sin brorson Amyntas begagnade tillfället att själv ta makten. 
Med Filip II vidtar Makedoniens stormaktsperiod. Genom lyckosamma krig och skicklig statskonst vidgade han sitt rikes gränser åt alla håll och lyckades efterhand att även lägga Grekland (utom Sparta) under sin lydnad efter slaget vid Chaironeia, 338 f.Kr. och bildandet av alliansen Korinthiska förbundet. I och med bildandet av Korinthiska förbundet blev Grekland för första gången någonsin enat i nästan hela sitt omfång .  Genom hans son Alexander den stores (336-323 f.Kr.) erövringar höjdes Makedonien för en kort tid till huvudland i ett världsrike, bland annat omfattande persiska riket, Egypten och områden som sträckte sig ända till dagens Indien. Alexander den stores erövringar gav upphov till den så kallade hellenismen, den epok då det grekiska språket och den grekiska högkulturen spred sig ända till Indien (se indo-grekiska riket och grekisk-baktriska riket).
Trots att Alexanders storslagna erövringar befrämjade en gemensam identitet och hjälpte till att sprida gemensam hellenistisk kultur och filosofi till Mellanöstern, kollapsade hans imperium efter hans död och delades upp mellan hans generaler (diadochi), som etablerade nya stater och dynastier. De största av dessa var Antigonos, Antipatros, Lysimachos, Ptolemaios och Seleukos. Själva Makedonien ärvdes av Kassandros, som var dess härskare till sin död 297 f.Kr. Antigonos II tog över kontrollen 277 f.Kr. efter ett inbördeskrig och åtnjöt en lång och förhållandevis framgångsrik regeringsperiod till 239 f.Kr. trots att många av de tidigare underkuvade grekiska stadsstaterna gick förlorade. Hans efterföljare Antigonos III (regerade 229 - 221 f.Kr. ) befäste åter makedonsk dominans inom regionen.
År 146 f.Kr. förvandlades Makedonien till en romersk provins, Macedonia, som omfattade även Tessalien och en del av Illyrien.

## Geografi

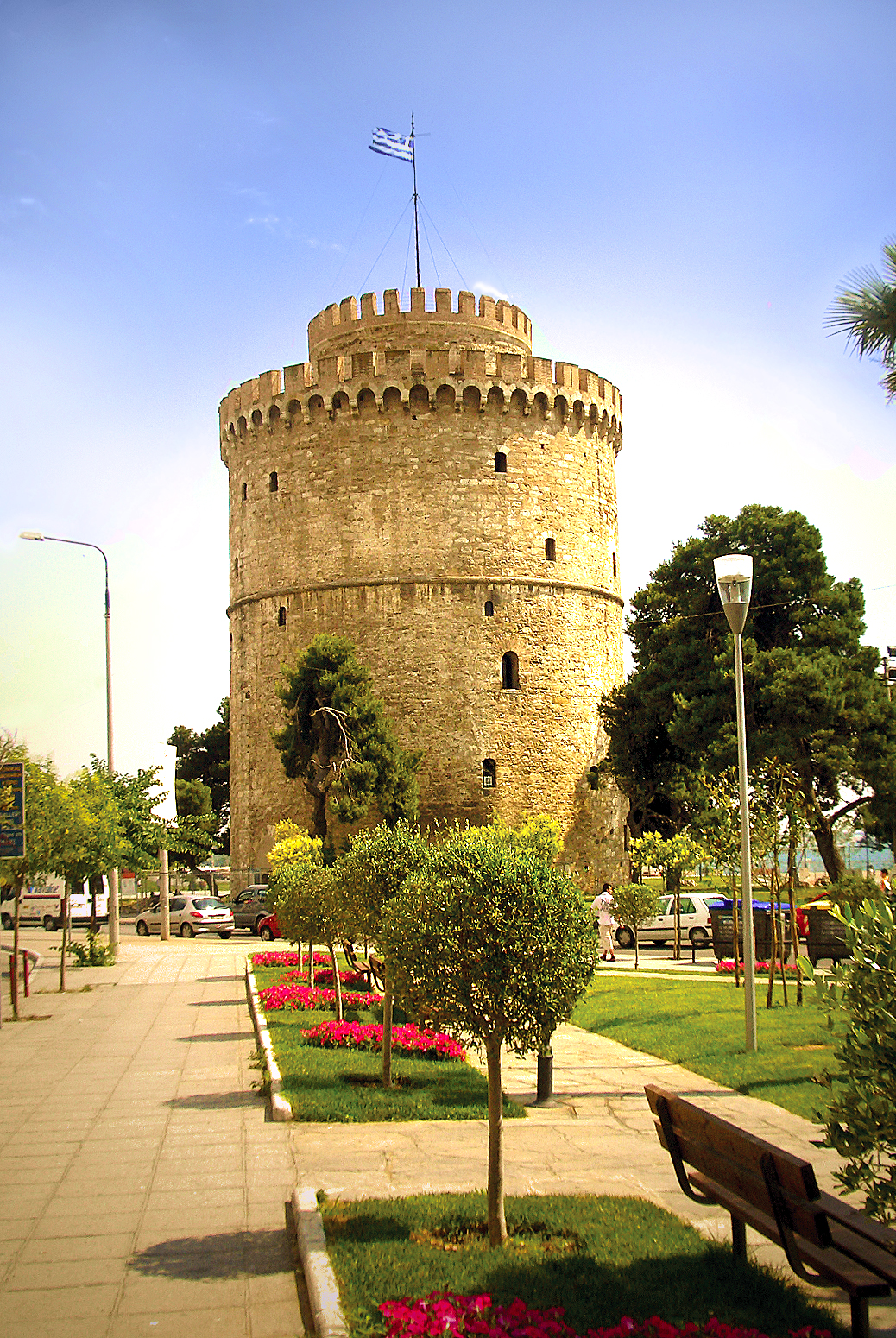
Det vita tornet - Thessalonikis symbol.

Makedonien är bergigt men har också ett antal stora bördiga dalar. Regionen upptar 52,4 procent av den större geografiska och historiska regionen Makedonien. Det delas naturligt in de tre områdena Västra Makedonien mellan Pindosbergen och floden Axios, Mellersta Makedonien mellan floderna Axios och Strimonas och Östra Makedonien mellan floderna Strimonas och Nestos. Till Makedonien hör också ön Thassos tillsammans med några småöar som exempelvis Amoyliani i havet utanför berget Athos.

### Städer i Makedonien
| Städer           | Grekiska namn | Invånare  |
| ---------------- | ------------- | --------- |
| 01. Thessaloniki | Θεσσαλονίκη   | 1 871 952 |
| 02. Kavala       | Καβάλα        | 63 293    |
| 03. Katerini     | Κατερίνη      | 56 434    |
| 04. Serrai       | Σέρρες        | 56 145    |
| 05. Drama        | Δράμα         | 55 632    |
| 06. Kozani       | Κοζάνη        | 47 451    |
| 07. Veria        | Βέροια        | 47 411    |
| 08. Ptolemaida   | Πτολεμαΐδα    | 35 539    |
| 09. Giannitsa    | Γιαννιτσά     | 26 296    |
| 10. Kilkis       | Κιλκίς        | 24 812    |
| 11. Naoussa      | Νάουσα        | 22 288    |
| 12. Aridaia      | Αριδαία       | 20 213    |
| 13. Alexandria   | Αλεξάνδρεια   | 19 283    |
| 14. Edessa       | Έδεσσα        | 18 253    |
| 15. Nea Moudania | Νέα Μουδανιά  | 17 032    |
| 16. Florina      | Φλώρινα       | 16 771    |
| 17. Kastoria     | Καστοριά      | 16 218    |
| 18. Skydra       | Σκύδρα        | 15 654    |
| 19. Grevena      | Γρεβενά       | 15 481    |
| 20. Polygyros    | Πολύγυρος     | 10 721    |

### Administrativ indelning
Landskapet består av regionerna Mellersta Makedonien, Västra Makedonien samt Östra Makedonien och Thrakien. Makedonien hyser också den autonoma klosterrepubliken Athos, men denna är administrativt sett inte del av Makedonien. Regionerna var till 2010 indelat i 13+1 prefekturer, som vidare var indelade i demoi (kommuner) eller koinotetes (landskommuner), men vid inledningen av 2011 infördes en ny kommunindelning.
| Karta över Makedonien                | Nummer                             | Distrikt     | Huvudstad  | Yta       | Invånare |
| ------------------------------------ | ---------------------------------- | ------------ | ---------- | --------- | -------- |
| Makedoniens administrativa indelning |                                    |              |            |           |          |
| Summa                                | Västra Makedonien                  | Kozani       | 9 451 km²  | 301 522   |          |
| 1                                    | Prefektur Kastoria                 | Kastoria     | 1 720 km²  | 53 483    |          |
| 2                                    | Prefektur Florina                  | Florina      | 1 924 km²  | 54 768    |          |
| 3                                    | Prefektur Kozani                   | Kozani       | 3 516 km²  | 155 324   |          |
| 4                                    | Prefektur Grevena                  | Grevena      | 2 291 km²  | 37 947    |          |
| Summa                                | Mellersta Makedonien               | Thessaloniki | 18 811 km² | 1 871 952 |          |
| 5                                    | Prefektur Pella                    | Edessa       | 2 506 km²  | 145 797   |          |
| 6                                    | Prefektur Imathia                  | Veria        | 1 701 km²  | 143 618   |          |
| 7                                    | Prefektur Pieria                   | Katerini     | 1 516 km²  | 129 846   |          |
| 8                                    | Prefektur Kilkis                   | Kilkis       | 2 519 km²  | 89 056    |          |
| 9                                    | Prefektur Thessaloniki             | Thessaloniki | 3 683 km²  | 1 057 825 |          |
| 10                                   | Prefektur Chalkidiki               | Polygyros    | 2 918 km²  | 104 894   |          |
| 11                                   | Prefektur Serrai                   | Serrai       | 3.968 km²  | 200 916   |          |
| Summa                                | Östra Makedonien                   | Kavala       | 5 579 km²  | 249 029   |          |
| 12                                   | Prefektur Drama                    | Drama        | 3 468 km²  | 103 975   |          |
| 13                                   | Prefektur Kavála                   | Kavala       | 2 111 km²  | 145 054   |          |
| -                                    | Athos (autonoma klosterrepubliken) | Karyes       | 336 km²    | 2 262     |          |
| Summa                                | Makedonien                         | Thessaloniki | 34 177 km² | 2 424 765 |          |

## Demografi

### Regional identitet
Personer som kommer ifrån det grekiska landskapet Makedonien i norra Grekland kallas makedonier (grekiska: Μακεδόνες, Makedónes, ej att förväxla med den sydslaviska folkgruppen makedonier), och har en stark regional identitet. Denna manifesteras både i Grekland och av den grekiska diasporan. Detta identitetsvärde har framförallt framhävts i samband med den makedonska namnkonflikten efter Jugoslaviens fall, där Grekland protesterar mot sin norra grannes rätt att kalla sig "republiken Makedonien", eftersom att kalla sig makedonier handlar om nationell stolthet för många greker. Ett exempel på detta är när Greklands premiärminister Kostas Karamanlis vid ett av Europarådets möten i Strasbourg i januari 2007 yttrade att "Jag är själv makedonier, och två och en halv miljoner greker är makedonier".